# Mount Marcy
Mount Marcy – najwyższy szczyt w paśmie Adirondack w stanie Nowy Jork w północno-wschodniej części USA. Jest zarazem najwyższym punktem stanu Nowy Jork. Na stokach szczytu swe początki bierze rzeka Hudson. Pod względem administracyjnym Mount Marcy należy do hrabstwa Essex. 
Szczyt został nazwany na cześć Williama L. Marcy'ego, jedenastego gubernatora stanu Nowy Jork, który sprawował urząd w latach 1833 - 1838.
Pierwszego odnotowanego wejścia na szczyt dokonał Ebenezer Emmons wraz z przewodnikami 5 sierpnia 1837 roku.
Mount Marcy jest bardzo dobrym punktem widokowym. Widać z niego 43 z 45 najwyższych szczytów pasma Adirondack. Przy dobrych warunkach pogodowych widoczne są także między innymi Mont Royal w Montrealu (oddalona o ok. 100 km na północ), Góry Zielone w stanach Vermont i Massachusetts (110 km na wschód) oraz Góry Białe w stanie New Hampshire (blisko 150 km na południowy wschód).

## Galeria

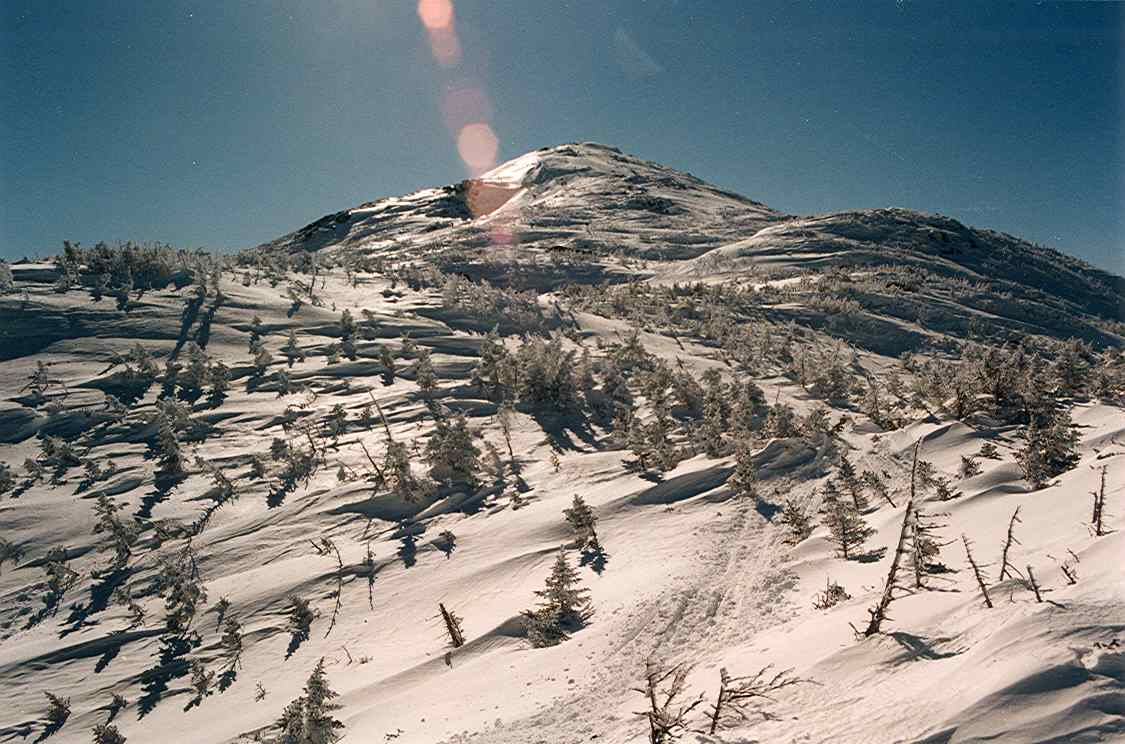
Mount Marcy zimą
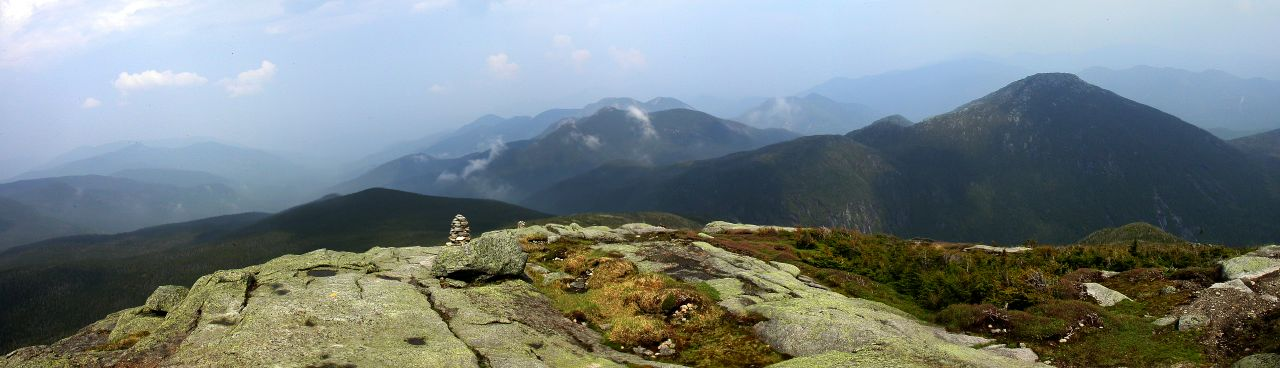
Widok ze szczytu